# Brownsboro Village
Brownsboro Village är en ort i Jefferson County, Kentucky, USA. År 2000 hade orten 318 invånare. Den har enligt United States Census Bureau en area på 0,2 km², allt är land.